# Gimme What I Don't Know (I Want)
„Gimme What I Don't Know (I Want)” este un cântec înregistrat de compozitorul și cântărețul american Justin Timberlake pentru al patrulea lui album de studio, The 20/20 Experience – 2 of 2 (2013). Timberlake a scris și produs cântecul împreună cu Timothy „Timbaland” Mosley și Jerome „J-Roc” Harmon, cu ajutorul lui James Fauntleroy.

## Topuri
| Topuri (2013)              | Poziție de top |
| -------------------------- | -------------- |
| Coreea de Sud (Gaon Chart) | 69             |